# Isodontia petiolata
Isodontia petiolata là một loài côn trùng cánh màng trong họ Sphecidae, thuộc chi Isodontia. Loài này được Drury miêu tả khoa học đầu tiên năm 1773.